# Франклін Тауншип (округ Ері, Пенсільванія)
Франклін Тауншип (англ. Franklin Township) — селище (англ. township) в США, в окрузі Ері штату Пенсільванія. Населення — 1508 осіб (2020).

## Демографія
Згідно з переписом 2010 року, у селищі мешкали 1633 особи в 592 домогосподарствах у складі 472 родин. Було 622 помешкання
Расовий склад населення:
| - 97,9 % — білих - 0,7 % — чорних або афроамериканців - 0,4 % — азіатів |

До двох чи більше рас належало 0,9 %. Частка іспаномовних становила 0,6 % від усіх жителів.
За віковим діапазоном населення розподілялося таким чином: 23,9 % — особи молодші 18 років, 65,3 % — особи у віці 18—64 років, 10,8 % — особи у віці 65 років та старші. Медіана віку мешканця становила 42,8 року. На 100 осіб жіночої статі у селищі припадало 111,5 чоловіків;  на 100 жінок у віці від 18 років та старших — 105,1 чоловіків також старших 18 років.
Середній дохід на одне домашнє господарство  становив 70 393 долари США (медіана — 59 063), а середній дохід на одну сім'ю — 76 639 доларів (медіана — 63 958). Медіана доходів становила 48 750 доларів для чоловіків та 36 094 долари для жінок. За межею бідності перебувало 6,6 % осіб, у тому числі 8,4 % дітей у віці до 18 років та 2,2 % осіб у віці 65 років та старших.
Цивільне працевлаштоване населення становило 845 осіб. Основні галузі зайнятості: виробництво — 22,2 %, освіта, охорона здоров'я та соціальна допомога — 22,2 %, роздрібна торгівля — 10,9 %, будівництво — 9,0 %.